# Opowieści z krypty (film)
Opowieści z krypty (ang. Tales from the Crypt) – brytyjska antologia grozy z 1972 roku w reżyserii Freddiego Francisa oparty na opowieściach z magazynów komiksowych wydawnictwa EC Comics autorstwa Ala Feldsteina, Johnny Craiga i Williama Gainesa.
Został wyprodukowany przez Amicus Productions i nakręcony w Shepperton Studios i jest jedną z kilku antologii horrorów Amicus Productions, które powstały w latach 70. XX wieku.

## Fabuła

### Prolog
Pięciu nieznajomych wybiera się z grupą turystów, aby obejrzeć stare katakumby. Oddzieleni od głównej grupy, nieznajomi trafiają do krypty z tajemniczym zakapturzonym mężczyzną będącym jej strażnikiem i każdemu pokazuje przyszłość.

### ... And All Through the House
- Na podst. komiksu pod tym samym tytułem opublikowanego w magazynie komiksowym The Vault of Horror #35 (luty-marzec 1954).

Joanne Clayton zabija swojego męża w Wigilię Bożego Narodzenia, by wyłudzić odszkodowanie. Przygotowuje się do ukrycia jego ciała, ale słyszy komunikat radiowy o zbiegłym psychopacie na wolności. Widzi psychopatę, ubranego w kostium Świętego Mikołaja przed swoim domem, ale nie może wezwać policji bez ujawnienia własnej zbrodni.
Po sprzątnięciu śladów Joanne w końcu próbuje wezwać policję z zamiarem zwalenia swej winy na psychopatę. Jednak jej córeczka Carol, wierząc, że psychopata jest Świętym Mikołajem - otwiera drzwi i wpuszcza go do domu, po czym ten zaczyna dusić Joanne.

### Reflection of Death!
- Na podst. komiksu pod tym samym tytułem opublikowanego w magazynie komiksowym Tales from the Crypt (vol. 1) #23 (kwiecień-maj 1951).

Carl Maitland porzuca rodzinę, by być ze swoją sekretarką Susan Blake. Podczas wspólnego wyjazdu są ofiarami w wypadku samochodowym. Carl budzi się, odrzucony z dala od spalonego wraku samochodu. Próbuje złapać autostop do domu, ale każdy, kogo spotyka, reaguje przerażeniem na jego widok.
Carl przybywa do swojego domu, ale jego żona krzyczy i zatrzaskuje drzwi. Przez okno, widzi że ona jest teraz z innym mężczyzną. Puka do drzwi, ale ona krzyczy i zatrzaskuje drzwi. Następnie udaje się do Susan i okazuje się, że oślepła z powodu wypadku, który odbył się dwa lata temu, a Carl zginął na miejscu. Ten spoglądając na odblaskowy blat, widzi twarz gnijącego trupa i krzyczy z przerażenia. Następnie Carl budzi się i dowiaduje się, że to był sen, ale w chwili, gdy to o tym się dowiaduje, następuje wypadek.

### Poetic Justice!
- Na podst. komiksu pod tym samym tytułem opublikowanego w magazynie komiksowym The Haunt of Fear #12 (marzec-kwiecień 1952).

James Elliott mieszkający ze swym ojcem Edwardem jest snobem, którego irytuje ich starszy sąsiad z naprzeciwka, śmieciarz Arthur Grimsdyke z licznymi psami, uważany przez nich za skazę na ich osiedlu. O ile Edward stara się tolerować starca, tak James nienawidzi go na tyle, że przeprowadza przeciw niemu kampanię oszczerstw: najpierw doprowadza do odebrania jego ukochanych licznych psów, następnie przekonuje członka rady miasta, by go zwolnił, a później wmawia rodzicom dzieci, które Grimsdyke zabawiał, że ten jest pedofilem. Bez wiedzy Jamesa Grimsdyke uprawia okultyzm i organizuje seanse, aby naradzić się ze swoją zmarłą żoną.
W Walentynki James wysyła Grimsdyke’a kilka nienawistnych walentynek, rzekomo od sąsiadów, doprowadzając go do samobójstwa. Dokładnie rok później Grimsdyke wstaje z grobu i mści się na Jamesie. Następnego ranka Edward znajduje martwego syna z notatką brzmiącą: „SZCZĘŚLIWEGO DNIA WALENTYNEK. BYŁEŚ PODŁY I OKRUTNY OD SAMEGO POCZĄTKU. TERAZ NAPRAWDĘ NIE MASZ…” z ostatnim słowem reprezentowanym przez wciąż bijące serce Jamesa wewnątrz złożonego końca papieru, na którym jest zapisana notatka.

### Wish You Were Here
- Na podst. komiksu pod tym samym tytułem opublikowanego w magazynie komiksowym The Haunt of Fear #22 (listopad-grudzień 1953). Wariacja opowiadania „Małpia łapka” W. W. Jacobsa.

Bezwzględny biznesmen Ralph Jason jest bliski ruiny finansowej. Podczas wyprzedaży majątku jego żona Enid po raz pierwszy zauważa inskrypcję na chińskiej figurce, która spełni właścicielowi trzy życzenia, jednak przestrzega przed pochopnością. Gdy Ralphowi przypomina się treść „Małpiej łapki”, Enid życzy mnóstwo pieniędzy, co się spełnia. Jednak Ralph ginie w wypadku samochodowym, w drodze do biura swojego prawnika, Gregory’ego po odbiór pieniędzy. Gregory mówi Enid, że odziedziczy fortunę z polisy ubezpieczeniowej jej zmarłego męża. Kiedy jednak dowiaduje się o sposobie spełnienia życzenia, które złożyła, ostrzega ją, aby nie życzyła Ralphowi zmartwychwstania, ponieważ przypomniał sobie konsekwencje Małpiej łapki, gdzie matka życzyła powrotu tragicznie zmarłemu synowi, tylko po to, aby przerażona jego makabrycznym wyglądem wykorzystała ostatnie życzenie do odesłania go z powrotem do grobu. Chcąc uniknąć tego błędu, Enid wykorzystuje swoje drugie życzenie, aby sprowadzić Ralpha z powrotem do stanu, w jakim był tuż przed wypadkiem, ale wraca on martwy, ponieważ jego śmierć była spowodowana zawałem serca doznanym bezpośrednio przed wypadkiem.
Po raz kolejny Gregory ostrzega Enid przed wypowiedzeniem życzenia. Kiedy jednak wychodzi na zewnątrz, aby zaczerpnąć świeżego powietrza, Enid życzy sobie, by Ralph żył wiecznie. Kiedy Gregory wraca do środka, za późno odkrywa, że Ralph ożył, ale jako że został zabalsamowany, cierpi z powodu płynów do balsamowania. Enid próbuje zabić Ralpha, aby zakończyć jego ból, ale ponieważ pragnęła, aby żył wiecznie, nie można go zabić. 

### Blind Alleys
- Na podst. komiksu pod tym samym tytułem opublikowanego w magazynie komiksowym Tales from the Crypt #46 (vol. 1) (luty-marzec 1955).

Major William Rogers zostaje nowym dyrektorem domu dla niewidomych, który wykorzystuje swoją pozycję, by żyć w luksusie ze swoim owczarkiem niemieckim Shane’em, a jego drastyczne cięcia finansowe na jedzenie i ogrzewanie obniżają warunki życia mieszkańców. Rogers otrzymuje wynagrodzenie po tym, jak ignoruje prośby rezydenta George’a Cartera, aby zarówno uczynić warunki życia bardziej znośnymi, jak i później, aby uzyskać pomoc medyczną dla innego mieszkańca, który następnie umiera z powodu hipotermii. Carter prowadzi bunt kończący się zamknięciem Rogersa i Shane’a w oddzielnych pokojach w piwnicy, a następnie konstruują mały labirynt wąskich korytarzy między dwoma pokojami. Po dwóch dniach głodu Rogers zostaje wypuszczony i zmuszony do znalezienia drogi przez labirynt dla swojej wolności, mijając jeden korytarz wyłożony żyletkami, gdy Carter włączył światło. Ale Rogers odkrywa, że ostatnią przeszkodą jest teraz wygłodniały Shane i ucieka z powrotem w kierunku brzytwy tylko po to, by Carter zgasił światło, a Rogersa dopadł jego wygłodniały pies.

### Finał
Po ukończeniu ostatniej opowieści Strażnik Krypty ujawnia, że nie ostrzegał ich przed tym, co się stanie, ale powiedział im, co już się wydarzyło: wszyscy „umarli bez żalu za grzechy”. Drzwi do piekła otwierają się, Ralph wchodzi pierwszy i spada w ognistą otchłań. W stronę drzwi kierują się Joanne, Carl, James i major Rogers. Strażnik Krypty pyta się, kto następny i odwracając się twarzą do kamery, mówiąc: „Być może... TY?”. Scena oddala się, gdy krypta wypełnia się płomieniami.

## Obsada
Epizod ramowy
- Ralph Richardson – Strażnik Krypty
- Geoffrey Bayldon – przewodnik wycieczki

| ...And All Through the House - Joan Collins – Joanne Clayton - Martin Boddey – Richard Clayton - Chloe Franks – Carol Clayton - Oliver MacGreevy – psychopata - Robert Rietti – spiker radiowy (głos) | Reflection of Death! - Ian Hendry – Carl Maitland - Susan Denny – pani Maitland - Angela Grant – Susan Blake - Peter Fraser – kierowca - Frank Forsyth – włóczęga | Poetic Justice! - Robin Phillips – James Elliot - David Markham – Edward Elliot - Peter Cushing – Arthur Edward Grimsdyke - Robert Hutton – pan Baker - Manning Wilson – wikariusz - Clifford Earl – sierżant policji - Edward Evans – konstabl Ramsey - Irene Gawne – pani Phelps - Stafford Medhurst – syn pani Phelps | Wish You Were Here - Richard Greene – Ralph Jason - Barbara Murray – Enid Jason - Roy Dotrice – Charles Gregory - Jane Sofiano – sekretarz - Peter Thomas – żałobnik - Hedger Wallace – detektyw | Blind Alleys - Nigel Patrick – major William Rogers - Patrick Magee – George Carter - George Herbert – Greenwood - Harry Locke – Harry - Tony Wall – pomocnik - John Barrard – ślepiec |

## Produkcja
Milton Subotsky z Amicus Productions od dawna był fanem Opowieści z krypty z EC Comics i ostatecznie przekonał swojego partnera Maxa Rosenberga do zakupu praw. Właściciel praw autorskich, William Gaines, nalegał na możliwość zatwierdzenia scenariusza. Budżet w wysokości 170 000 funtów był wyższy niż zwykle na produkcję Amicus i został częściowo sfinansowany przez American International Pictures. Peterowi Cushingowi zaproponowano pierwotnie rolę Ralpha Jasona, ale chciał spróbować czegoś innego i zamiast tego zagrał Grimsdyke'a. Zdjęcia rozpoczęły się 13 września 1971 roku i zakończyły się w 1972 roku.